# Розвадовские
Розвадовские (пол. Rozwadowscy) — графский и дворянский род, герба Трубы (пол. Trąby), восходящий к началу XVI века и происходящий из древнего Галицкого княжества.
Антон Розвадовский († в 1772 г.) был кастеляном галицким.
Константин Иванович Розвадовский (1813—1885) был генерал-лейтенантом и комендантом города Варшавы. Именным указом 29.06.1872 Константину Ивановичу и братьям его, Владимиру-Владиславу Ивановичу Розвадовскому (род. 1812), гвардии майору, и Александру (Александру-Адаму) Ивановичу Розвадовскому (род. 1824), поручику (из дворян Минской губ.) Всемилостивейше дозволено носить с потомством их графский титул в России (графское достоинство Королевства Галиции и Лодомерии 12/23.08.1783).
Высочайшим повелением от 15.07.1871 гвардии ротмистру Владимиру Львовичу Пащенко дозволено присоединить к своему гербу и фамилии — герб и фамилию тестя его, Варшавского коменданта, генерал-лейтенанта Константина Ивановича Розвадовского и именоваться впредь «Пащенко-Розвадовский». Именным Высочайшим указом от 29.06.1872 гвардии полковнику Владимиру Львовичу Пащенко-Розвадовскому, с нисходящим его потомством, дозволено носить графский титул в России.
Род Розвадовских внесён в VI и I части родословных книг Минской, Виленской, Подольской губерний и в родословную книгу дворян Царства Польского.
Есть ещё старинный род Розвадовских, герба Рогаля, внесённый в родословные книги Гродненской и Ковенской губерний.

## Описание герба
Щит разделён на четыре части, чёрные и золотые. Поверх разделения двуглавый орёл переменных с полями цветов с червлёными глазами, языками и когтями. На груди орла малый щиток. В нём в серебряном поле три чёрных охотничьих рога, украшенных золотыми кольцами и шнурами, соединённые мундштуками вместе.
Над щитом графская корона и три графских коронованных шлема. Нашлемники: среднего шлема — взлетающий двуглавый орёл с червлёными глазами и языками; он поделён на четыре части, на золотой и чёрный цвета, боковых шлемов — пять страусовых перьев: средние и боковые — серебряные, остальные — чёрные. Наметы: среднего шлема — чёрный с золотом, боковых — чёрный с серебром. Девиз: «PRO DEO IMPERATORE OFFICIO» чёрными буквами на серебряной ленте. Герб рода графов Розвадовских внесён в Часть 14 Общего гербовника дворянских родов Всероссийской империи, стр. 7.
Герб рода графа Пащенко-Розвадовского внесён в Часть 14 Общего гербовника дворянских родов Всероссийской империи, стр. 8.